# 블러드 다이아몬드 (영화)
《블러드 다이아몬드》(영어: Blood Diamond)는 2006년 개봉한 미국의 정치 액션 스릴러 영화로, 에드워드 즈윅이 감독과 공동 제작을 맡았으며 레오나르도 디카프리오, 제니퍼 코넬리, 자이먼 운수가 주연을 맡았다. 제목은 전쟁 지역에서 채굴되어 분쟁 자금을 조달하기 위해 판매되는 다이아몬드인 블러드 다이아몬드를 의미하며, 이로 인해 전 세계의 군벌과 다이아몬드 회사들이 이익을 얻었다.
1991년~2002년 시에라리온 내전을 배경으로 한 이 영화는 정부 충성파와 반란군 사이의 투쟁으로 분열된 국가를 묘사한다. 그것은 또한 다가오는 선거에서 시민들이 투표하는 것을 막기 위해 반란군이 민간인들의 손을 절단하는 것을 포함한 그 전쟁의 많은 잔혹 행위를 묘사한다.
블러드 다이아몬드에 관한 회의가 열리는 이 영화의 결말은 2000년 남아프리카 공화국 킴벌리에서 열린 역사적인 회의를 언급한다. 그것은 분쟁 다이아몬드의 거래를 억제하기 위해 거친 다이아몬드의 원산지를 인증하려는 킴벌리 프로세스 인증 제도의 개발로 이어졌다. 그 이후 인증 제도는 대부분 효과가 없다고 포기되었다.
이 영화는 주로 긍정적인 평가를 받았으며, 디카프리오와 운수의 연기에 대한 찬사를 받았다. 이 영화는 전 세계적으로 1억 7천 1백만 달러의 수익을 올렸고, 디카프리오의 최우수 남우주연상과 운수의 최우수 남우조연상을 포함하여 5개의 아카데미상 후보에 올랐다. 디카프리오는 골든 글로브상 남우주연상 후보에 올랐다(그 해 《디파티드》와 같은 부문에 후보로 올랐다). 또한, 디카프리오와 운수는 제13회 미국 배우 조합상에서 남우주연상과 남우조연상 후보에 올랐다.

## 줄거리
이 영화의 배경은 10년간의 내전으로 황폐해진 서아프리카 국가인 시에라리온이다. 혁명연합전선(RUF)과 같은 반군 파벌들은 멘데 지역 주민들을 위협하고 다이아몬드를 수확하기 위해 많은 사람들을 노예로 만들어 그들의 점점 더 성공적인 전쟁 노력에 자금을 제공한다. 선게 출신의 지역 어부 솔로몬 밴디가 붙잡혔다. 그의 가족이 탈출하는 동안, 밴디는 무자비한 군벌인 포이즌 대위가 감독하는 노동력에 배정된다.
강을 채굴하는 동안, 밴디는 거대한 분홍색 다이아몬드를 발견한다. 포이즌 선장은 돌을 빼앗으려 하지만 정부군이 그 지역을 급습한다. 밴디는 붙잡히기 전에 돌을 묻었다. 밴디와 포이즌은 라이베리아로 다이아몬드를 밀반입하다 붙잡힌 로디지아 출신 밀수업자이자 용병 대니 아처와 함께 시에라리온의 수도 프리타운에 수감된다. 이 다이아몬드들은 부패한 남아프리카 공화국 광산 경영자이자 국제 다이아몬드 산업의 주요 기업인 루돌프 반 데 카프를 위해 만들어졌다.
아처는 핑크 다이아몬드에 대한 소식을 듣고, 자신과 밴디를 구류에서 벗어나게 한다. 그는 아파르트헤이트 시대의 남아프리카 공화국 방위군에서 근무했던 아프리카너였던 고용주 코에츠 대령을 만나기 위해 케이프타운으로 간다. 그는 현재 민간 군사 중대를 지휘하고 있다. 아처는 다이아몬드를 팔아 대륙을 영원히 떠날 수 있기를 원하지만, 코에츠는 아처의 실패한 밀수 임무에 대한 보상으로 다이아몬드를 원한다. 아처는 시에라리온으로 돌아와 밴디를 찾고 다이아몬드를 되찾는 데 도움이 된다면 가족을 찾는 데 도움을 주겠다고 제안한다.
한편, RUF 저항세력은 적대감을 고조시킨다. 프리타운이 함락되고 밴디의 아들 디아는 해방된 포이즌 대위 밑에서 소년병으로 징집된다. 아처와 밴디는 간신히 룽기로 도망쳐, 그곳에서 밴디는 난민 캠프에서 그의 아내와 딸들과 재회한다. 그는 RUF가 그의 아들을 데려갔다는 것을 알게 된다. 밴디와 아처는 밴디가 다이아몬드를 묻었던 코노에 도착할 계획이다. 그들은 불법 다이아몬드 거래에 대한 폭로를 진행하고 있는 미국인 언론인 매디 보웬과 함께 한다. 보웬의 도움의 대가로, 아처는 그녀에게 그녀의 이야기에 필요한 증거를 제공하겠다고 약속한다.
텔레비전 기자로 변장한 아처와 밴디는 보웬과 코노로 향하는 언론 호송대와 함께 여행한다. 반군이 호송대를 매복 공격해 세 명을 강제로 피신시켰다. 정글을 여행하는 동안, 그들은 카마요르 민병대원들을 만나게 되고, 그들은 그들을 벤자민 카파나이라는 이름의 친근한 지역으로 데려간다. 친절한 카파네는 그들을 코노까지 태워주지만, RUF 어린이 병사가 도중에 그를 다치게 한다. 코에츠와 그의 사병들은 시에라리온 정부와 계약을 맺고 반란군의 공격을 격퇴하기 위해 준비하는 참혹한 여정을 마치고 고노에 도착한다.
아처와 밴디는 보웬에게 증거를 제시하고 다른 민간인들과 함께 국외로 탈출하도록 강요한다. 그 과정에서, 두 남자는 아처가 다이아몬드를 원하는 궁극적인 목표가 무엇인지에 대해 논쟁하는 반면, 밴디는 그의 아들만 찾기를 원한다.
수용소에서 아처는 그들이 수적으로 열세인 것을 보고 위성 전화로 코츠지의 군대에 공습을 요청한다. 아들을 찾기 위해 필사적으로 진을 치고 있던 밴디는 디아의 세뇌로 인해 아버지를 인정하지 않는다. 밴디는 붙잡히지만 코에츠의 군대가 도착하자 탈출한다. 용병들이 RUF 수비수들을 압도하자 밴디는 포이즌 대위를 찾아 죽인다. 코에츠는 디아를 인질로 잡고 밴디에게 다이아몬드를 생산하도록 강요하지만, 아처는 대령이 결국 둘 다 죽일 것을 깨닫고 코에츠를 죽인다. 디아는 잠시 두 사람을 총구로 겨누고 있지만, 밴디는 그가 누구였는지 상기시킴으로써 그를 설득할 수 있다. 복수심에 불타는 용병들에게 쫓긴 아처는 치명상을 입는다. 그는 그 돌을 밴디에게 맡기고 가족을 위해 가져가라고 말한다. 아처가 케이프타운에 있는 보웬에게 마지막 전화를 거는 동안 밴디와 그의 아들은 아처의 조종사와 만나 안전을 도모한다.
밴디와 보웬은 런던에서 만나 반 데 카프 작전의 더러운 거래를 폭로하기 위해 비밀 작전을 수행한다. 밴디는 핑크 다이아몬드를 2백만 파운드와 그의 가족 전체와의 재회로 교환했다. 보웬은 다이아몬드 거래와 반 데 카프의 범죄 행위에 대한 폭로를 발표한다. 이후 밴디는 킴벌리에서 열린 블러드 다이아몬드에 관한 회의에 초청 연사로 등장해 기립박수를 받는다.

## 출연
- 레오나르도 디카프리오: 대니 아처 역
- 제니퍼 코넬리: 매디 보웬 역
- 자이먼 운수: 솔로몬 밴디 역
- 지미 미스트리: 나빌 역
- 마이클 쉰: 시몬스 역
- 아놀드 보슬로: 코에츠 대령 역
- 스티븐 콜린스: 월커 역
- 데이빗 해르우드: 포이즌 대위 역
- 배질 월리스: 벤자민 카파니 역
- 베누 맵헤나: 제시 밴디 역
- 은타레 므위네: 메드 역
- 엣토 에산도: 람보 역
- 카기소 카이퍼스: 다이아 밴디 역
- 안토니 콜맨: 코델 브라운 역
- 아노인팅 루콜라: 얀다 밴디 역

## 개봉

### 흥행 성적
《블러드 다이아몬드》는 2006년 12월 8일 미국과 캐나다에서 1,910개의 극장에서 개봉되었다. 이 영화는 개봉 첫 주말에 8,648,324 달러를 누적하여 극장당 평균 4,527 달러를 기록하며 5위를 차지했다. 이 영화의 5일 총 수익은 10,383,962 달러였다.
이 영화는 첫 주말보다 24.6% 감소한 6,517,471 달러를 누적하여 두 번째 주말에 7위로 떨어졌고 극장당 평균 3,412 달러를 기록했다. 세 번째 주말까지 12위로 더 떨어졌고 극장당 평균은 1,628달러로 3,126,379 달러를 벌었다.
《블러드 다이아몬드》는 미국과 캐나다에서 57,377,916 달러, 해외에서 1억 1,402만 9,263 달러의 총 수익을 올렸다. 이 영화는 전 세계적으로 171,407,179달러의 수익을 올렸다.

## 홈 미디어
《블러드 다이아몬드》는 2007년 3월 20일에 지역 1 포맷으로 DVD로 출시되었다. 싱글 디스크 버전과 투 디스크 버전이 모두 출시되었다. 이 영화는 약 360만 개의 DVD가 팔렸고 6,270만 달러의 매출을 올렸다.

## 등장하는 무기들
- 제로 사령관 활주로의 기관총은 DShK이다.
- 대니 아처가 라이베리아 국경을 넘을 때 대면하는 군인은 스털링 기관단총을 가지고 있다. 나머지 병사들은 헤클러&코흐 G3로 무장하고 있다.
- 채굴장에서 솔로몬을 몸 수색하는 RUF 군인은 브라우닝 하이파워를 사용한다.
- 영화 초반부 채굴장 습격에서 정부군은 헤클러&코흐 G3와 AK-47 등을 사용한다.
- 영화 끝 부분에서 대니 아처는 M4A1 카빈을 사용한다.

## 같이 보기
- 남아프리카공화국 32 대대 : 대니 아처는 이 부대 출신으로 설정되어 있다.
- 시에라리온 내전
- 블러드 다이아몬드